# Caridina lovoensis
Caridina lovoensis е вид десетоного от семейство Atyidae.

## Разпространение
Видът е разпространен в Демократична република Конго.